# Guy Fontanet

Guy Fontanet (1971)

Guy Fontanet (* 27. Juli 1927 in Genf; † 5. August 2014 ebenda; heimatberechtigt in Thônex) war ein Schweizer Anwalt und Politiker der Christlichdemokratischen Volkspartei (CVP) aus dem Kanton Genf.

## Leben
Guy Fontanet war ein Sohn von Noël Fontanet und ein Bruder von Jean-Claude Fontanet. 1959 heiratete er die Zeichenlehrerin Lisette Vibert. Fontanet studierte Rechts- und Geisteswissenschaften in Genf und Heidelberg und war von 1954 bis 1973 und erneut ab 1985 als Anwalt tätig. Als Anwalt übernahm er mehrmals die Verteidigung von Staaten, die abgesetzte Diktatoren zur Rechenschaft ziehen wollten, zum Beispiel die Philippinen.
Ab 1952 war Fontanet Mitglied der unabhängigen christlichsozialen Partei, die später in die Christlichdemokratische Volkspartei (CVP) überging. Von 1955 bis 1959 war er im Gemeinderat von Chêne-Bougeries. Im Jahr 1957 wurde er in den Genfer Grossrat gewählt, dem er anschliessend bis 1973 angehörte. In den Jahren 1973 bis 1985 war er Genfer Staatsrat. Unter seiner Leitung des kantonalen Justiz- und Polizeidepartements wurden die Prozessordnungen erneuert sowie Gesetze für Rechtsanwälte und die Polizei ausgearbeitet. Ferner setzte er Regelungen gegen die missbräuchliche Verwendung elektronischer Daten durch und führte den Rechtsbeistand ein. Fontanet liess das Gefängnis von Champ-Dollon bauen und die öffentlichen Verkehrsmittel verstaatlichen. Nach den Parlamentswahlen 1971 war er vom 29. November 1971 bis zum 1. September 1978 im Nationalrat.
Bis 1993 stand Fontanet dem Verwaltungsrat der Caisse d’épargne de Genève vor. Zudem war er Mitglied der Kommission Widmer, die sich mit der Jurafrage befasste.